# Château de Châteaurenard
Le château de Châteaurenard est un ancien château fort, du XIIe siècle, de nos jours ruiné, dont les vestiges se dressent sur la commune française de Châteaurenard dans le département des Bouches-du-Rhône, en région Provence-Alpes-Côte d'Azur, à environ 10 km au sud d'Avignon. En grande partie démoli et pillé au cours des siècles, il ne reste aujourd'hui que deux tours encore debout, dont l'une est à moitié détruite, et une partie du rempart.
Les vestiges du château font l'objet d'un classement au titre des monuments historiques par arrêté du 27 juillet 1921.

## Localisation
Les vestiges qui surplombent la ville depuis la colline du Griffon sont situés dans la commune de Châteaurenard dans le département français des Bouches-du-Rhône.

## Historique

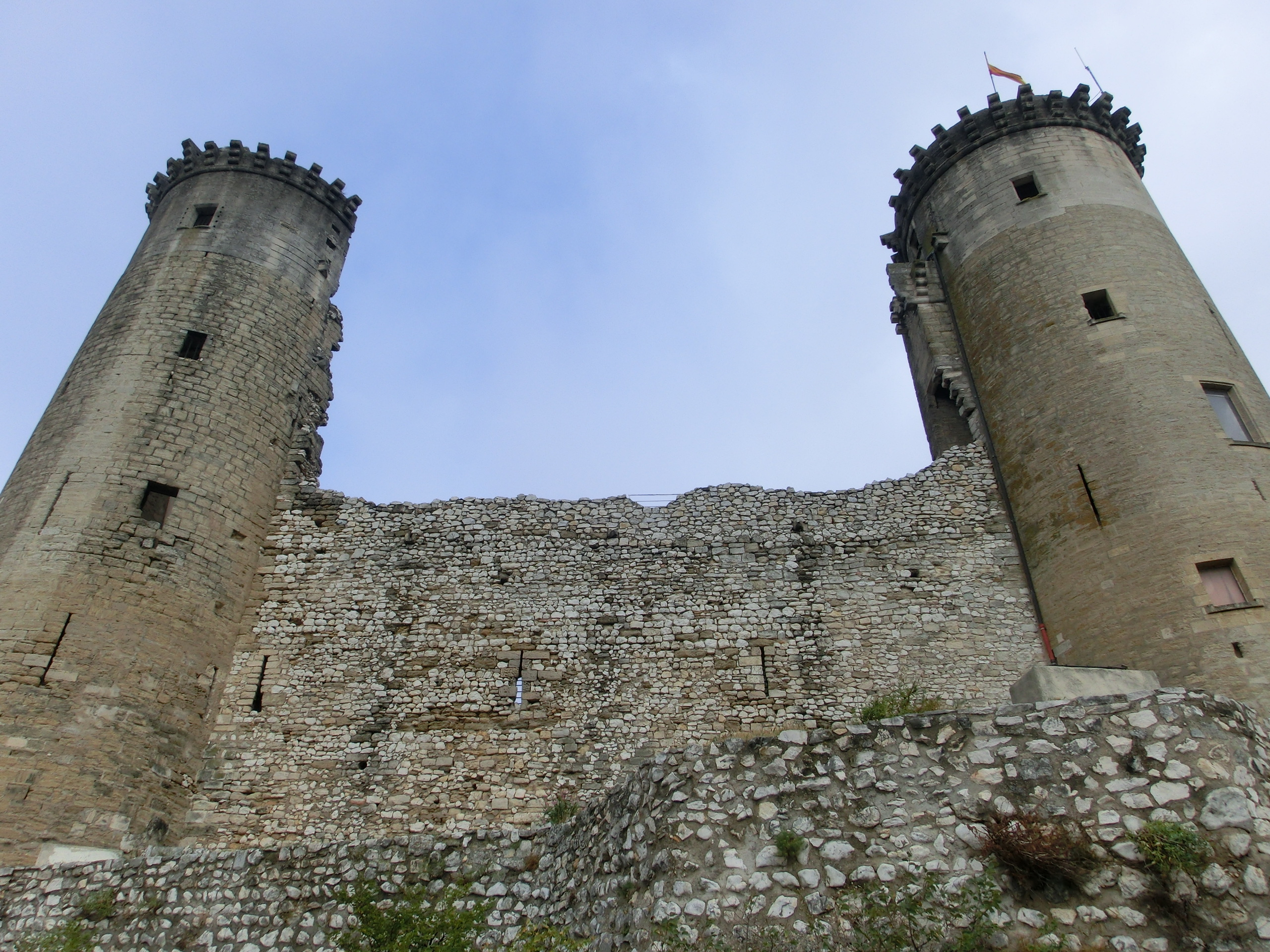
Les deux tours restantes avec la courtine les reliant.

Le seigneur Raynardus, qui donna son nom à la commune de Châteaurenard, fit construire au Xe siècle un ouvrage défensif essentiellement en bois, qui sera transformé en château de pierres au XIIe siècle par Ildefons d’Aragon, alors comte de Provence.
Les tours sont par la suite surélevées pour s'adapter aux nouvelles armes de jet.
Pedro de Luna (alors appelé pape Benoît XIII) y trouva refuge en 1403 après s'être enfui d'Avignon.
Racheté par la ville, il est classé monument historique en 1921.
Entre 1994 et 2004, des bénévoles de l'association Chantiers Histoire et Architecture Médiévales participèrent à un chantier de restauration de l'édifice.
Ne subsiste aujourd'hui de ce château que les tours sud-ouest et nord-ouest (cette dernière étant à moitié détruite dans le sens de la hauteur), ainsi qu'une partie du rempart. Le site, en partie réhabilité, est ouvert au public suivant certains horaires.

## Description

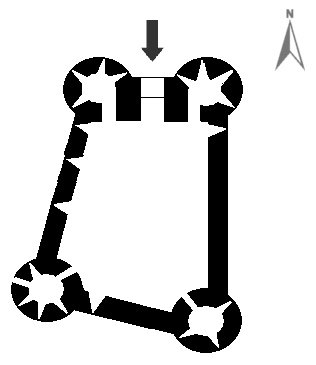
Plan de masse du château à son origine.

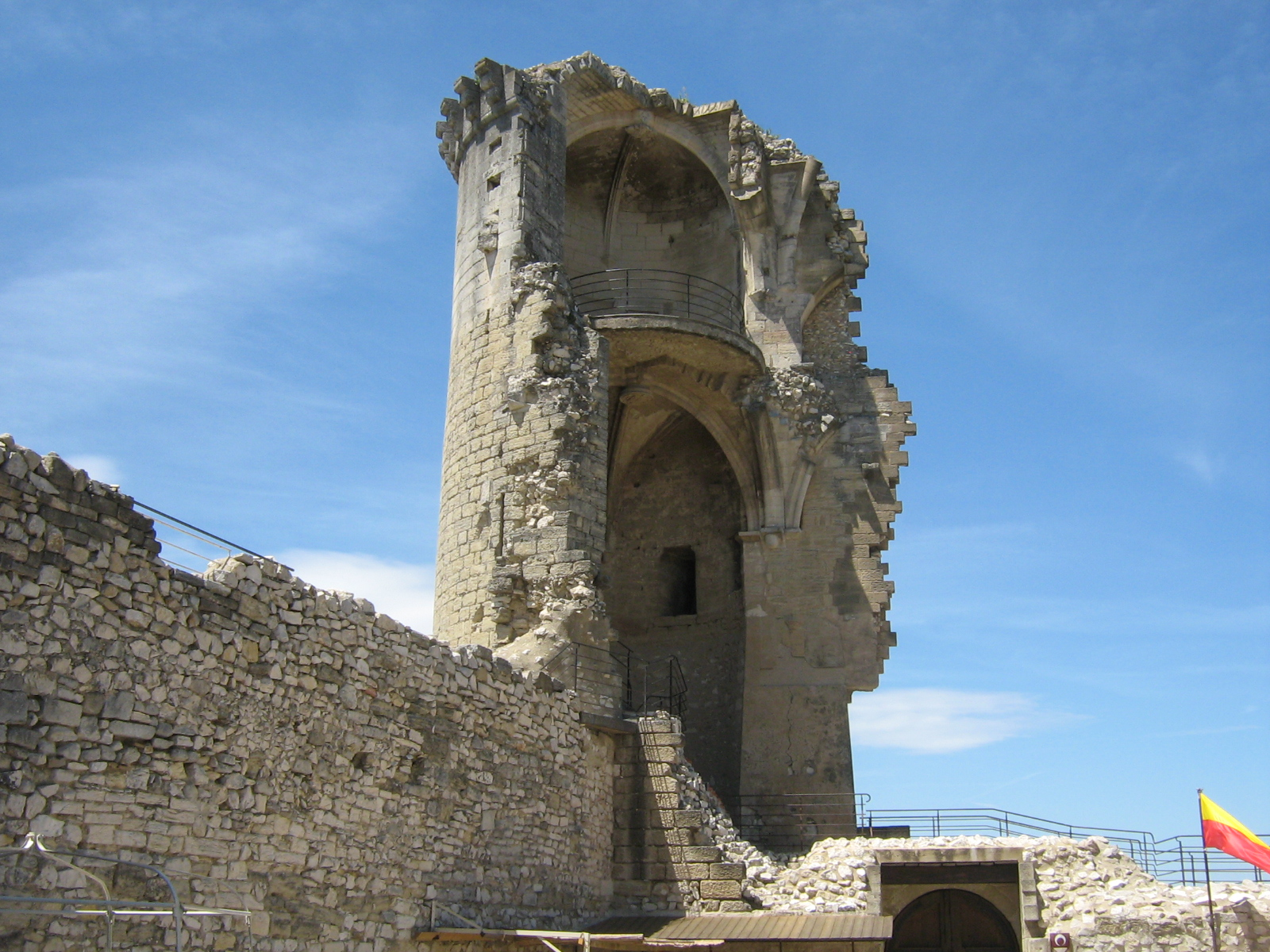
La tour nord-ouest éventrée.

Une base en trapèze avec quatre tours et une enceinte fortifiée. Le sas d'entrée était pourvu d'une double herse.
Les tours ont été surélevées au XVe siècle.